# سيرغي بارباريز
سيرغي بارباريز (Sergej Barbarez) (17 سبتمبر 1971 في موستار في البوسنة والهرسك – )؛ هو لاعب كرة قدم كان يلعب كمهاجم. يلعب مع منتخب البوسنة والهرسك لكرة القدم منذ عام 1998.

## مسيرته الكروية
لعب سيرغي بارباريز خلال مسيرته الاحترافية مع 7 أندية في سبعة عشر موسمًا وسجل خلالها 143 هدف ضمن 436 مباراة. ولم يفز بأي موسم بالكأس أو بالدوري.
خاض سيرغي بارباريز مسيرته مع نادي فيليز موستار في موسم 1990–91 لمدة موسم واحد، لم يشارك في أي مباراة ولم يسجل أي هدف. ثم انتقل إلى نادي هانوفر 96 في موسم 1992–93 لمدة موسم واحد، حيث شارك في 18 مباراة سجل خلالها هدفين. لينتقل بعدها إلى نادي يونيون برلين في موسم 1993–94 واستمر معه طيلة ثلاثة مواسم، مشاركًا في 88 مباراة سجل خلالها 46 هدفًا. ثم انتقل إلى نادي هانزا روستوك في موسم 1996–97 ولمدة موسمين، مشاركًا في 59 مباراة سجل خلالها 13 هدفًا. هذا وانتقل لاحقًا إلى نادي بوروسيا دورتموند للفورميلا في موسم 1998–99 ولمدة موسمين، مشاركًا في 36 مباراة سجل خلالها 6 أهداف. ثم انتقل بعدها إلى نادي هامبورغ في موسم 2000–01 ليلعب معه ستة مواسم، مشاركًا في 174 مباراة سجل خلالها 65 هدفًا. ليعود وينتقل من جديد، لكن هذه المرة إلى نادي باير 04 ليفركوزن في موسم 2006–07 ولمدة موسمين، مشاركًا في 61 مباراة سجل خلالها 11 هدفًا.

## وصلات خارجية
- سيرغي بارباريز على موقع الاتحاد الأوربي (الإنجليزية)
- سيرغي بارباريز على موقع قاعدة بيانات كرة القدم.إي يو (الإنجليزية)
- سيرغي بارباريز على موقع بيانات كرة القدم. دي إي (الألمانية)
- سيرغي بارباريز على موقع ناشيونال فوتبول تيمز (الإنجليزية)
- سيرغي بارباريز على موقع Soccerway.com (الإنجليزية)
- سيرغي بارباريز على موقع عالم كرة القدم.نت (الإنجليزية)